# Tulipa karamanica
Tulipa karamanica là một loài thực vật có hoa trong họ Liliaceae. Loài này được Özhatay & Koçak mô tả khoa học đầu tiên năm 2000.